# داور شوکر
داور شوکر (کرواتی: Davor Šuker؛ زادهٔ ۱ ژانویهٔ ۱۹۶۸) مهاجم فوتبال حرفه‌ای بازنشسته اهل کرواسی و رئیس فعلی فدراسیون فوتبال این کشور است.
وی بهترین گلزن تاریخ کرواسی (۴۵ گل) و آقای گل جام جهانی ۱۹۹۸ فرانسه (۶ گل) است. شوکر سال‌ها در تیم‌های مطرح اروپایی از جمله رئال مادرید و آرسنال به بازی پرداخته است.
شوکر در سال ۲۰۰۱ یک مدرسه فوتبال در زاگرب افتتاح کرد و در کشورش به کارهای خیریه و نیکوکارانه می‌پردازد. وی همچنین دو مدرسه فوتبال دیگر در کرواسی و کلیولند آمریکا دایر کرده‌است. وی علاوه بر اینها به شرکت‌های مسافرتی خارجی در کرواسی مشاوره می‌دهد.